# Delitto di via Carlo Poma
Il delitto di via Carlo Poma è un caso di omicidio avvenuto in danno di Simonetta Cesaroni nel pomeriggio di martedì 7 agosto 1990. Il delitto fu consumato in un appartamento al terzo piano del complesso di via Carlo Poma n. 2, da cui il nome, nel quartiere Della Vittoria a Roma. Il caso non è stato mai risolto in trentacinque anni di indagini.
Varie inchieste condotte e diverse piste investigative hanno messo sotto accusa diverse persone nel corso degli anni. Dapprima Pietrino Vanacore (1932-2010), dal 1986 al 1995 portiere dello stabile dove avvenne l'omicidio, poi Salvatore Volponi (1943), datore di lavoro della vittima, poi Federico Valle (1972), il cui nonno Cesare Valle (1902-2000), progettista del complesso, risiedeva nello stabile, poi Raniero Busco (1965), fidanzato della vittima, poi Francesco Caracciolo di Sarno (1940-2016), presidente dell'A.I.G. - Associazione Italiana Alberghi per la Gioventù, e infine Mario Vanacore (1961), figlio del portiere Pietrino Vanacore; vennero tutte scagionate dalle accuse.
Il caso attirò un grande interesse dell'opinione pubblica e a esso sono stati dedicati libri, numerose trasmissioni televisive di approfondimento e, nel 2011, un lungometraggio televisivo. Il delitto di via Poma appare all'opinione pubblica come un caso di cronaca nera che per troppi anni è stato segnato da errori gravi che hanno compromesso le indagini, impedendo di scoprire l'autore dell'omicidio. Oltre l'identità dell'assassino, non si è mai avuta certezza del movente, dell'arma del delitto, dei presenti nel comprensorio di via Poma quel giorno e neppure dell'ora della morte della vittima. Si sarebbero dovuti approfondire alcuni immediati elementi oggettivi, non era chiaro infatti se si trattasse di un delitto passionale, attuato da qualcuno che Simonetta conosceva bene, oppure di un delitto casuale, attuato per ragioni istintive da qualcuno che la vittima non conosceva.

## La storia

### Simonetta Cesaroni
Simonetta Cesaroni era nata il 5 novembre 1969 e viveva a Roma, nel quartiere Don Bosco, zona Lamaro (via Filippo Serafini, 6). La sua famiglia era composta dal papà Claudio (1939-2005), tranviere presso l'A.co.tra.l, dalla mamma Anna Di Giambattista (1939), casalinga, e dalla sorella Paola (1963), che nel 1990 aveva un fidanzato, Antonello Barone, suo coetaneo. Simonetta era fidanzata dall'estate del 1988 con Raniero Busco, un ragazzo di quattro anni più grande di lei, che viveva nel quartiere di Morena.
Nel gennaio 1990 Simonetta aveva trovato lavoro come segretaria contabile presso la Reli Sas, studio commerciale sito in zona Casilina. La Reli Sas, che era gestita da Ermanno Bizzocchi e Salvatore Volponi, annoverava tra i suoi clienti la A.I.G. - Associazione Italiana Alberghi per la Gioventù e Volponi aveva proposto a Simonetta di prestare lavoro come contabile presso gli uffici dell'A.I.G. a partire dal 19 giugno 1990. La settimana lavorativa di Simonetta si svolgeva quindi il lunedì, il mercoledì e il venerdì dalle 9:00 alle 12:30 e dalle 16:00 alle 19:30 presso la Reli Sas, mentre nei pomeriggi di martedì e giovedì, dalle 15:30 alle 19:30, si recava presso gli uffici A.I.G., che si trovavano in via Poma 2.
Nessuno dei più stretti congiunti di Simonetta era a conoscenza dell'ubicazione degli uffici dell'A.I.G.: Simonetta, infatti, pur avendo ottimi rapporti con loro, lavorava con molta riservatezza e non parlava ai suoi familiari, tranne che alla madre, neppure di alcune telefonate anonime provocatorie che aveva ricevuto sul posto di lavoro.
Simonetta Cesaroni è stata sepolta nel cimitero comunale di Genzano di Roma.

### Via Carlo Poma 2

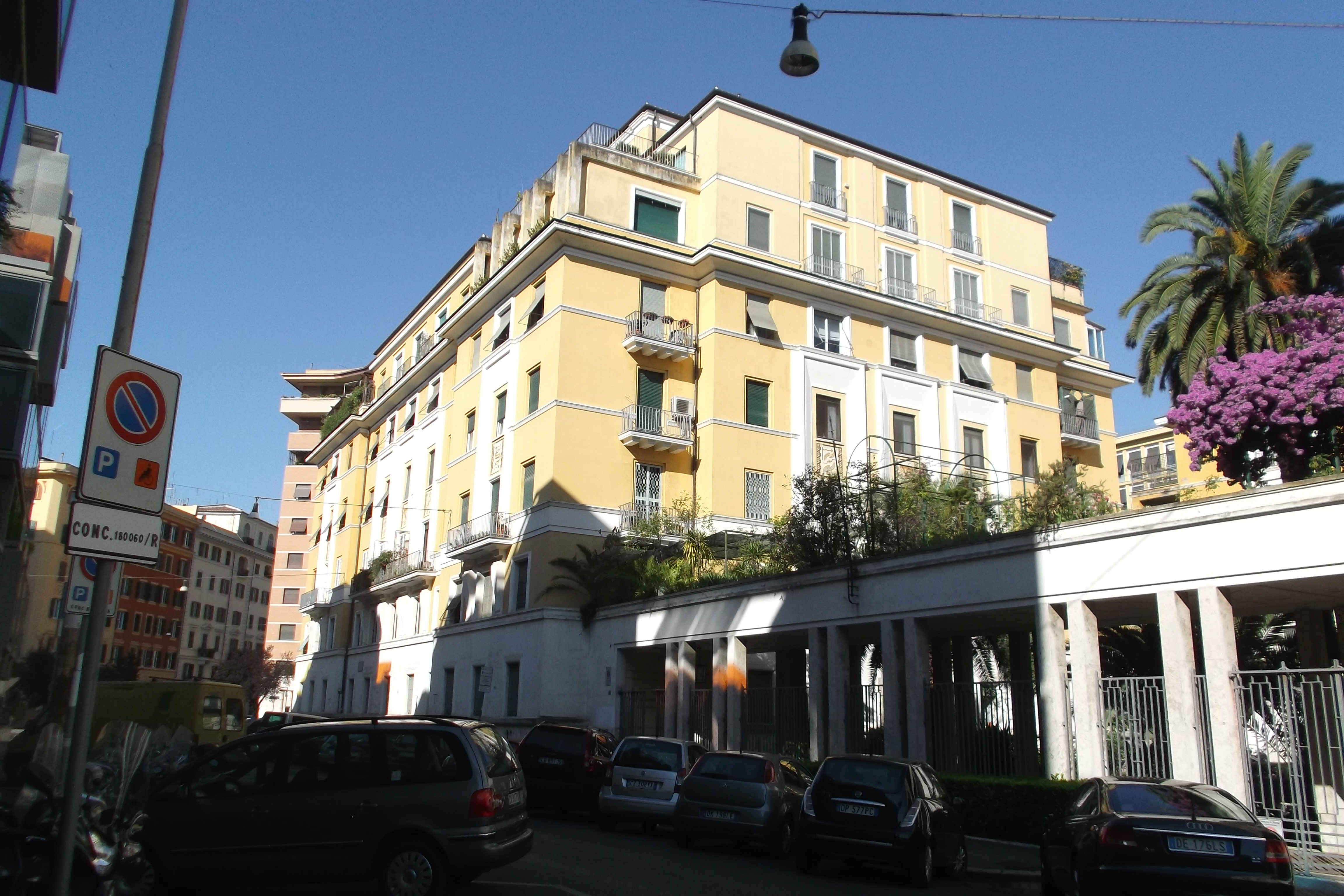
Lo stabile di via Carlo Poma, 2

L'edificio dove era ubicato l'ufficio dell'A.I.G. è uno stabile di prestigio costruito negli anni 1930, con un cortile che ha nel centro una fontana. È formato da sei palazzine con i portoni ai lati del cortile e si trova nella zona elegante del quartiere Della Vittoria, a pochi passi da piazza Mazzini. Nel 1990 il portiere dello stabile era da quattro anni Pietro Vanacore, detto Pietrino, che abitava lì con la seconda moglie, Giuseppa De Luca, detta Pina. Gli uffici dell'A.I.G. si trovavano nella scala B, al terzo piano, nell'appartamento numero 7.
Nella stessa scala B abitava Cesare Valle, l'architetto che aveva disegnato l'edificio, ormai anziano e bisognoso di assistenza: a occuparsi di lui era lo stesso Vanacore.
Nel 1984 nello stabile era stata già trovata morta Renata Moscatelli, un'anziana donna benestante, soffocata con un cuscino sul viso, nel cui appartamento non era mai stato trovato alcun segno di scasso; l'inchiesta seguita al suo omicidio non riuscì mai ad accertare chi l'avesse uccisa.

## Il delitto

### L'ultimo giorno di lavoro di Simonetta
La mattina di martedì 7 agosto 1990 in via Giovanni Maggi 109, nella sede della Reli Sas, Salvatore Volponi discute delle ferie con Simonetta Cesaroni. Resta come ultimo impegno il pomeriggio da passare all'A.I.G. per sbrigare alcune pratiche. Simonetta è d'accordo che verso le 18:20 farà uno squillo a Volponi per dirgli come procede il lavoro. Lui sarà nella tabaccheria che gestisce con la moglie alla stazione Termini. All'incirca alle ore 15:00 Simonetta esce dalla sua abitazione di via Serafini 6, insieme a sua sorella Paola a bordo di una Fiat 126C per recarsi alla stazione metropolitana Subaugusta, distante poco più di un chilometro. La metropolitana di Roma impiega circa quaranta minuti nel tragitto che compie Simonetta, ovvero tra la fermata Subaugusta e Lepanto. Calcolando i tempi impiegati nel tragitto in metropolitana e dalla stazione agli uffici di via Poma, gli inquirenti sono arrivati a stabilire che Simonetta è entrata in ufficio alle 16:00 o poco prima.
L'ufficio quel giorno è chiuso al pubblico. Lei usa un mazzo di chiavi che le è stato dato da Volponi per aprire il portone. Le perizie eseguite sul programma per uso fiscale utilizzato per la contabilità, dimostrano che Simonetta inizia ad utilizzarlo alle 16:30. Alle 17:15 Simonetta fece una telefonata a Luigina Berrettini per superare una situazione di stallo che il programma per uso fiscale le aveva generato (operazione confermata dalla perizia sul medesimo programma). Alle 17:30 risale l'ultimo indizio che Simonetta Cesaroni sia ancora viva, in quanto questa è l'ultima operazione che viene registrata e validata dal medesimo programma per uso fiscale. Alle 18:20 ci dovrebbe essere la telefonata a Volponi per aggiornarlo sullo stato dei lavori, ma Simonetta non lo chiamerà. I familiari l'attendono a casa per le 20:00. Alle 21:30 la sorella Paola si preoccupa e cominciano le ricerche. Viene contattato Salvatore Volponi per sapere il numero di telefono degli uffici A.I.G. per sincerarsi che Simonetta stia bene. Volponi non conosce tale numero e a questo punto Paola Cesaroni, accompagnata dal fidanzato Antonello Barone, preleva Salvatore Volponi e suo figlio Luca dalla loro abitazione e i quattro si dirigono insieme nello stabile di via Poma numero 2. Qui, alle 23:30 circa, si faranno aprire la porta degli uffici A.I.G. dalla moglie del portiere e troveranno Simonetta morta, uccisa con 29 coltellate.

### Il 7 agosto 1990 in via Poma 2
Dalle 16:00 alle 20:00 i portieri degli stabili di via Poma numero 2 si riuniscono nel cortile a parlare e mangiare un cocomero, come riferiranno agli inquirenti. Saranno tutti concordi nel riferire che non hanno visto entrare nessuno dall'ingresso principale in quell'orario. Dopo le 17:30, ultimo contatto di Simonetta, inizia la tragedia. Secondo le ricostruzioni degli inquirenti, negli uffici A.I.G. con ogni probabilità c'è già un uomo: Simonetta gli sfugge, dalla stanza a sinistra dove lavora, fino a quella opposta a destra, dove verrà ritrovata.
Viene colpita al volto con un manrovescio che la tramortisce. Viene immobilizzata a terra: qualcuno si mette in ginocchio sopra di lei e le preme i fianchi con le ginocchia con tanta forza da lasciarle degli ematomi. La colpisce con un oggetto oppure le sbatte la testa violentemente a terra, a ogni modo per via di questo trauma cranico Simonetta sviene. A questo punto l'assassino prende forse un tagliacarte e inizia a pugnalarla a ripetizione. Saranno 29 alla fine i colpi inferti, di circa 11 centimetri ciascuno di profondità. Sei sono i colpi inferti al viso, all'altezza del sopracciglio destro, nell'occhio destro e poi nell'occhio sinistro; otto lungo tutto il corpo, sul seno e sul ventre; quattordici dal basso ventre al pube, ai lati dei genitali, sopra e sotto.
Alcuni abiti di Simonetta, fuseaux sportivi blu, la giacca e gli slip vengono portati via assieme a molti effetti personali che non saranno mai ritrovati, tra cui orecchini, anello, bracciale e girocollo d'oro, mentre l'orologio le viene lasciato al polso. Viene lasciata nuda, con il reggiseno allacciato ma calato verso il basso, con il seno scoperto e il top appoggiato sul ventre a coprire le ferite più gravi, quelle mortali. Porta addosso ancora i calzini bianchi corti, mentre le scarpe da ginnastica sono riposte ordinatamente vicino alla porta. Le chiavi dell'ufficio, che aveva nella borsa, vengono portate via.
I poliziotti setacciarono l'intero palazzo alla ricerca degli indumenti che mancano a Simonetta, ma non trovarono niente.

## Le indagini

### La scena del delitto
Il primo sopralluogo nell'appartamento di via Poma venne effettuato la sera del 7 agosto dal vicequestore Sergio Costa, all'epoca del delitto in servizio al SISDE e genero dell'allora capo della Polizia Vincenzo Parisi.
Durante questo primo sopralluogo la vittima venne trovata stesa parzialmente svestita negli uffici della A.I.G. di via Poma numero 2, con numerosi segni di armi da taglio intrisi di sangue: i colpi sono su giugulare, cuore, aorta, fegato e occhi. Le coppe del reggiseno, di tipo a balconcino di pizzo leggero, fanno vedere i capezzoli e un segno sul seno sinistro causato apparentemente da un morso, ipotesi poi smentita dalle perizie richieste dalla Corte in fase dibattimentale d'Appello, in quanto a detta dei periti risultava mancare l'impronta dentaria opposta. Il corpo è disteso sul pavimento supino, capo spostato verso destra, braccio sinistro esteso verso l'alto, braccio destro piegato leggermente, dita della mano flesse. Nonostante le numerose coltellate, vengono rinvenute poche tracce di sangue: alle spalle della vittima, sul pavimento in marmo, si vede un alone, come se qualcuno avesse tentato di pulire una macchia di sangue.
Nelle altre stanze non vi sono tracce di colluttazione, tutto è ordinato e non c'è alcun segno che possa far pensare che il corpo sia stato trascinato. Gli inquirenti ritengono perciò che il delitto si sia consumato nella stanza dove Simonetta viene trovata. Viene comunque rilevata una minima traccia di sangue anche nella stanza di Simonetta, sulla tastiera del telefono, e c'erano tracce di sangue sulla maniglia della porta d'ingresso della stanza del delitto. Il sangue analizzato dirà che appartiene a un uomo con sangue di gruppo A.
Sempre nella stanza dell'omicidio venne rinvenuto un pezzo di carta con un appunto che riportava scritto "CE" e disegnato un pupazzetto a forma di margherita con in basso a destra scritto DEAD OK (inglese per "morta" o "morto" o "morti" OK"). A lungo si speculerà su questo disegno e sul suo significato, finché nel 2008 durante il programma televisivo Chi l'ha visto? venne rivelato che era stato opera di uno degli agenti di polizia che intervennero la notte del delitto e che lo aveva poi dimenticato lì.

### L'autopsia
La successiva autopsia accertò che la vittima riportava diverse ferite da taglio e in particolare sul volto, al collo, al torace e nella zona pubico-genitale che ne causarono la morte, avvenuta tra le 18 e le 18:30.
È stata colpita da un'arma bianca da punta e taglio, con lama bitagliente, ma non dotata di azione recidente. I lati della lama sono bombati, curvi, non affilati, la penetrazione è avvenuta per la pressione inflitta e per la punta aguzza.
L'emivolto destro è omogeneamente bluastro, una infiltrazione ecchimotica con componente tumefattiva. Il padiglione auricolare della stessa zona del volto appare anch'esso tumefatto da ecchimosi bluastra. Il volto presenta sei ferite della stessa arma bianca, ferite curve e oblique in corrispondenza delle strutture ossee orbitali.
Una ferita al collo è trasfossa, entrata e uscita. Sono otto le ferite in zona toracica e quattordici quelle in zona pubico genitale. Non risulta alcun segno di violenza sessuale. Escoriazione profonda presente sul capezzolo sinistro. Le mani sono pulite, le unghie sono lunghe, curate e intatte, niente segni di graffi dati. Non furono rinvenute tracce di alcol o stupefacenti nell'organismo.
Non viene indagata una ferita particolare, sotto i genitali, di tipo bifido, ovvero con l'estremità inferiore doppia, a forma di Y rovesciata. Non vengono analizzati eventuali ritrovamenti di saliva sul seno sinistro.

### Sospettati

#### Pietrino Vanacore
Gli investigatori ricostruiscono i fatti. Dalle testimonianze si deduce che il 7 agosto 1990 Simonetta è sola. La sorella l'ha lasciata alla metropolitana, lei è andata in ufficio come programmato, nessuno è stato visto entrare nella scala B e l'ultimo contatto risale alle 17:15 per la telefonata di lavoro a Luigina Berrettini.
Da ciò che gli psicologi della polizia hanno constatato sulla scena del delitto, presumibilmente l'assassino avrebbe tentato di violentarla, ma all'atto non è riuscito ad avere un'erezione e in questo status di frustrazione ha sfogato con colpi violenti la sua ira. Resosi conto di quanto commesso, ha tentato di pulire tutto, riordinare l'ufficio e far sparire il corpo, ma qualcosa o qualcuno lo hanno interrotto.
Dalle testimonianze raccolte dalla polizia, Pietrino Vanacore non si trovava con gli altri portieri nel cortile nell'orario che andava dalle 17:30 alle 18:30, cioè l'orario in cui Simonetta era stata uccisa. Viene rinvenuto inoltre uno scontrino sospetto: Vanacore ha comprato dal ferramenta, alle 17:25, una smerigliatrice angolare (anche nota come frullino), che sarà poi sequestrata dalla polizia. È testimoniato che alle 22:30 Vanacore si è diretto a casa dell'anziano architetto Cesare Valle, che si trova più su dell'ufficio incriminato, per fornirgli assistenza come suo solito. Valle però dichiara che il portiere è arrivato a casa sua solo alle 23:00. Questa mezz'ora di intervallo tra le due testimonianze porta gli investigatori a sospettare del portiere cinquantottenne. In un paio di suoi calzoni vengono rinvenute delle macchie di sangue. Nella scala B il pomeriggio del 7 agosto 1990 ci sono solo due persone, Cesare Valle e Simonetta Cesaroni. Nessun estraneo è stato visto entrare. Vanacore si assenta dalle 17:30 alle 18:30, orario dell'omicidio. Questa per gli inquirenti è la soluzione del caso.
Vanacore viene fermato dalla polizia il 10 agosto: passa 26 giorni in carcere, poi il suo avvocato convincerà i giudici a farlo uscire, nonostante i sospetti che gravavano su di lui prima come possibile responsabile del delitto e poi come favoreggiatore o testimone muto del delitto. A un esame approfondito le tracce di sangue sui pantaloni risultano essere dello stesso Vanacore, che soffre di emorroidi. Inoltre viene sostenuta la tesi che chiunque abbia pulito il sangue di Simonetta si sia sporcato gli abiti dello stesso; poiché Vanacore ha indossato gli stessi abiti per tre giorni di fila — dal 6 agosto all'8 agosto 1990 — ed essi sono esenti del sangue di Simonetta, non può essere stato lui. Le circostanze assai sospette lo fanno rimanere comunque il sospettato principale, ma gli accertamenti sul DNA del sangue ritrovato sulla maniglia della porta della stanza dove è stato rinvenuto il corpo lo scagioneranno ulteriormente. Il 26 aprile 1991 le accuse contro di lui e altre cinque persone vennero archiviate. Nel 1995 la Corte suprema di cassazione confermò la decisione della Corte d'appello di non rinviarlo a giudizio con l'accusa di favoreggiamento.
Il 26 maggio 2009, nell'ambito delle indagini su Raniero Busco, viene archiviata una seconda indagine della Procura di Roma a carico di Pietrino Vanacore: gli inquirenti avevano supposto che qualcuno si fosse introdotto nell'appartamento del delitto Cesaroni, a omicidio già avvenuto e dopo la fuga dell'assassino, inquinando inconsapevolmente la scena del crimine. I magistrati avevano aperto quindi un fascicolo su Vanacore e il 20 ottobre 2008 avevano disposto una perquisizione domiciliare nella sua casa pugliese di Monacizzo (Taranto), alla ricerca di una sua agenda telefonica del 1990, ma la perquisizione non aveva portato ad alcun risultato.

##### Il suicidio di Pietrino Vanacore
A 20 anni di distanza dal delitto, la notte tra l'8 e il 9 marzo 2010, Pietrino Vanacore si reca con la sua Citroën AX grigia in località Torre dell'Ovo, a Marina di Maruggio, vicino a Torricella, in provincia di Taranto (l'ex portiere di via Poma risiedeva nel vicino paese di Monacizzo da diversi anni). Si è legato a un albero attraverso una fune al collo e poi si è lasciato affogare in un corso d'acqua sottostante. Vanacore lasciò una scritta su un cartello: "20 anni di sofferenze e di sospetti ti portano al suicidio". Il 12 marzo 2010, tre giorni dopo, avrebbe dovuto deporre, assieme alla moglie Giuseppa De Luca e al figlio Mario, all'udienza del processo in Corte d'Assise sul delitto Cesaroni a carico di Raniero Busco.
Secondo il legale di Raniero Busco: "La morte di Vanacore è troppo vicina alla scadenza processuale per non essere collegata. E sicuramente lui non se l'è sentita di testimoniare. Lui ha vissuto con rimorso sulla coscienza questa storia, e non perché lui fosse l'autore dell'omicidio, ma perché sapeva chi fosse il vero colpevole. Evidentemente, però, non poteva parlare neanche a distanza di anni. Non se l'è sentita, insomma, di affrontare i giudici, gli avvocati e la testimonianza in aula".
L'8 marzo 2011, dopo un anno di indagini, il sostituto procuratore di Taranto Maurizio Carbone ha deciso di archiviare il fascicolo d'inchiesta a carico di ignoti sull'ipotesi di reato di aiuto e istigazione al suicidio in riferimento alla morte di Vanacore. L'inchiesta ha stabilito che Vanacore si uccise di sua spontanea volontà e che lo fece perché non sopportava più l'invadenza del caso di via Poma nella sua vita privata.

#### Federico Valle
Nel marzo 1992 un austriaco di nome Roland Voller afferma di sapere chi ha ucciso Simonetta Cesaroni. Racconta che nel maggio 1990, durante una telefonata in una cabina telefonica, a causa di un malfunzionamento è stato messo accidentalmente in contatto telefonico con una donna; chiarito l'incidente, tra i due nasce un'amicizia. Lei è Giuliana Ferrara, ma da sposata si faceva chiamare Giuliana Valle perché è l'ex moglie di Raniero Valle, il figlio dell'architetto Cesare Valle che risiede nel condominio di via Poma. Giuliana confessa a Voller di essere preoccupata poiché suo figlio Federico soffre per il divorzio e non mangia. Il 7 agosto 1990 alle 16:30 Voller e Giuliana Ferrara si parlano al telefono e lei mostra forti preoccupazioni per il figlio, che è andato a fare visita al nonno in via Poma, ma non torna. La sera dello stesso giorno i due si parlano nuovamente, lei è sconvolta perché Federico è tornato sporco di sangue dappertutto e ha un taglio alla mano. Pochi giorni dopo Giuliana Ferrara decide di interrompere le conversazioni con Voller.
La testimonianza di Voller è l'unica novità in due anni di vuoto e gli inquirenti indagano sul giovane Federico Valle. L'ipotesi lo vorrebbe accecato dalla rabbia per la relazione che suo padre avrebbe con la giovane Simonetta Cesaroni. Federico Valle si rivolge al suo legale e, dichiarandosi estraneo ai fatti, dispone che venga esaminato il suo sangue. Giuliana Ferrara smentisce pubblicamente Roland Voller: asserisce di conoscerlo, ma di non essersi mai confidata con lui e di non avergli mai parlato al telefono in data 7 agosto 1990. Intanto il test del DNA scagiona Federico Valle, non è suo il sangue sulla maniglia. Tre persone gli forniscono un alibi, suo padre afferma di non aver mai conosciuto Simonetta Cesaroni ed esclude una qualsiasi relazione con lei.
Il magistrato Catalani, che ha in mano l'inchiesta, decide di proseguire ordinando una perizia su Federico Valle, affinché siano individuate cicatrici o tagli che possano testimoniare la difesa di Simonetta. Alcuni esperti affermano che il sangue sulla maniglia corrisponde a un DNA diverso da quello di Valle; altri dicono che potrebbe essere una commistione del sangue di Valle e di quello di Simonetta, sebbene in dosi particolari. Altri ancora fugano ogni dubbio: non è di Valle il sangue sulla maniglia.
Catalani e il sostituto procuratore generale Calabrese non si arrendono, attaccano l'alibi di Valle che sarebbe viziato da falsa testimonianza della sua vicina di casa, Anna Maria Scognamiglio. La donna giurò infatti di aver visto Valle riverso sul suo letto il giorno del delitto e di aver saputo dello stesso da quotidiani del giorno dopo, che però, secondo Calabrese, non riportarono la notizia, essendo il delitto stato scoperto a mezzanotte. L'infermiera del dentista del ragazzo ricorda di averlo visto con un braccio fasciato i giorni dopo l'omicidio. Viene poi ascoltata una donna, Rosaria de Familiis, che racconta al PM Catalani di pressioni ricevute dalla madre di Federico Valle per fornire un falso alibi al figlio. Entra nuovamente in scena Vanacore, stavolta nei panni del complice di Federico Valle. L'ipotesi è che lui e la moglie Giuseppa De Luca fossero stati chiamati da Cesare Valle dopo l'assassinio, per pulire tutto e far sparire il corpo, in modo da proteggere il nipote Federico e non creare uno scandalo. Vanacore smentisce e mancano le prove. Il PM Catalani cerca di perseguire Pietrino Vanacore e Federico Valle, ma le prove sono insufficienti per procedere e con questa formula il giovane Valle è prosciolto da ogni accusa nel giugno del 1993, decisione confermata dalla Cassazione nel 1995.
Roland Voller si scoprirà essere un truffatore di professione che ha contatti con l'alta finanza, diventato poi informatore della polizia di Roma in cambio di piccoli favori. Le informazioni che ha venduto su via Poma si rivelano false.

#### Raniero Busco
Nel giugno 2004, in seguito alla riapertura delle indagini da parte della procura di Roma, i carabinieri del RIS di Parma vengono inviati dal PM Roberto Cavallone nel lavatoio condominiale della scala B di via Poma. Vengono individuate tracce dalle cui analisi si accerta che non è sangue e non si tratta di tracce collegate al delitto Cesaroni.
A febbraio 2005 viene prelevato il DNA a 30 persone sospettate del delitto, tra cui anche Raniero Busco, fidanzato di Simonetta ai tempi del delitto. I DNA vengono messi a confronto con la traccia biologica repertata dal corpetto e dal reggiseno di Simonetta Cesaroni. Un anno e mezzo dopo, nel settembre 2006, vengono sottoposti ad analisi il fermacapelli, l'orologio, l'ombrello, l'agenda, i calzini, il corpetto, il reggiseno e la borsa di Simonetta Cesaroni; in aggiunta il quadro e il tavolo della stanza in cui avvenne il delitto; infine, un vetro dell'ascensore della scala B, trovato sporco di sangue nel 1990. Il corpetto e il reggiseno daranno un risultato utile: un DNA di sesso maschile, rinvenuto su entrambi in tracce forse di saliva (non fu possibile stabilire con esattezza il tipo di liquido biologico).
A gennaio 2007, 29 dei 30 sospettati vengono scartati alla prova del DNA. Le tracce di saliva trovate sul corpetto e il reggiseno che la vittima indossava quando fu uccisa corrispondono solo al DNA di Raniero Busco; la polizia scientifica ha prelevato per sicurezza due volte il suo DNA e per due volte lo ha analizzato e confrontato: il DNA di Busco è emerso per sei volte su entrambi gli indumenti. Raniero Busco diviene ufficialmente un indiziato per il delitto di via Poma. Nel settembre dello stesso anno viene iscritto nel registro degli indagati per il delitto di via Poma con l'ipotesi di reato di omicidio volontario.
Nella primavera 2008 Paola Cesaroni (la sorella di Simonetta) dichiara ai PM Roberto Cavallone e Ilaria Calò che Simonetta aveva indossato indumenti intimi puliti il giorno in cui fu uccisa. La polizia scientifica sottopone poi ad analisi una traccia di sangue trovata sulla porta della stanza in cui Simonetta fu uccisa. Si tratta di una commistione: la traccia contiene il sangue di Simonetta e quello (cui si è mischiato) di un soggetto di sesso maschile, presumibilmente l'assassino. La componente maggioritaria riguarda però il sangue di Simonetta, mentre la traccia organica riferita all'assassino occupa un profilo minoritario. Nella traccia di sangue analizzata dalla scientifica vengono isolati otto alleli che coincidono con il DNA di Raniero Busco misto a quello di Simonetta Cesaroni (per otto volte, dunque, emerge un profilo biologico che coincide con il corredo genetico di Busco misto a quello di Simonetta). Gli otto alleli sono stati confrontati anche con i DNA degli altri 29 sospettati dell'inchiesta, risultando incompatibili con tutti gli altri.
Nel processo di primo grado concluso nel 2011 Busco venne condannato, mentre nel processo di appello concluso nel 2012 venne assolto, assoluzione confermata dalla Cassazione nel 2014.

#### Francesco Caracciolo di Sarno
Nel marzo 2022, in seguito alla riapertura delle indagini da parte della procura di Roma, i sospetti cadono sul presidente dell'ex A.I.G., l'avvocato Francesco Caracciolo di Sarno. I motivi alla base di questi sospetti sono legati alla collocazione temporale delle telefonate con le quali l'avvocato sarebbe stato informato della morte di Simonetta Cesaroni e alla credibilità dell'alibi che lo stesso aveva fornito durante la prima interrogazione.
L'avvocato, non avendo il telefono, lasciava il contatto telefonico del suo fattore Mario Macinati per essere contattato in casi d'emergenza. Giuseppe Macinati, figlio di Mario Macinati, ha rivelato che il 7 agosto 1990 qualcuno telefonò dagli Ostelli della gioventù comunicando che era deceduta una persona. Secondo quanto afferma Giuseppe Macinati, le telefonate arrivarono tra le 17:30 e le 20:30, quando il padre Mario era fuori casa (sarebbe tornato intorno alle 20:45) e quindi la telefonata non poteva essere stata fatta dagli inquirenti, visto che il corpo di Simonetta Cesaroni sarebbe stato scoperto dalla polizia almeno tre ore dopo.
Oltre al giallo delle telefonate, emerge un problema con l'alibi di Francesco Caracciolo di Sarno, proprietario di due appartamenti nei pressi di via Poma e di una tenuta di campagna. Secondo le dichiarazioni di Francesco Caracciolo di Sarno, il 7 agosto del 1990 si trovava nella sua tenuta di campagna, da dove sarebbe uscito per accompagnare la figlia e alcune amiche della stessa all'aeroporto. Queste dichiarazioni si contraddirebbero con quelle della portiera di uno degli appartamenti romani dell'avvocato, Bianca Limongiello, che, secondo una informativa della DIGOS, già nel 1990 avrebbe affermato di aver visto l'avvocato uscire dal palazzo per farvi ritorno nell'ora riportata dai media come quella presunta dell'omicidio, affannato e con un pacco mal avvolto. La signora avrebbe inoltre riferito che sarebbe stata disposta a riferire quanto detto agli inquirenti ma di non essere stata mai sentita in merito. Inoltre, anche alcuni amici di Francesco Caracciolo di Sarno affermarono che in quei giorni l'avvocato sembrava nascondere qualcosa riguardante il delitto. La signora Limongiello, sentita nel 2015, ha smentito quanto riportato dall'informativa della DIGOS con l'eccezione dell'orario di rientro, che sarebbe avvenuto verso le 18 e in compagnia di un uomo mai visto prima.

#### Mario Vanacore
Nel dicembre 2023, un articolo di Repubblica rivela che i Carabinieri deputati alle nuove indagini avevano precedentemente trasmesso alla Procura un'informativa in cui puntavano esplicitamente il dito contro Mario Vanacore, figlio del portiere dello stabile Pietrino. Secondo gli agenti, Mario sarebbe salito nell'ufficio di via Poma con l'agendina rossa Lavazza per fare alcune telefonate interurbane verso Torino, dove egli viveva con la famiglia. Imbattutosi in Simonetta, avrebbe tentato un approccio sessuale che la ragazza avrebbe rifiutato con sdegno, colpendolo con un tagliacarte. L'uomo, ferito e furioso, avrebbe obbligato la ragazza a spostarsi nell'altro ufficio per poi aggredirla e massacrarla con la stessa lama. Resosi conto di quanto commesso, avrebbe telefonato al padre e alla matrigna per farsi aiutare, lasciando tracce di sangue gruppo A sia sul telefono sia sulla porta. Pietrino e Giuseppa avrebbero ripulito alla meglio la scena, per poi mentire e depistare le indagini con le loro dichiarazioni incoerenti. Gli agenti tirano in ballo anche la visita di Mario Vanacore in farmacia, secondo loro per comprare cerotti e medicarsi la ferita inflitta dalla vittima.
In seguito alla pubblicazione dell'articolo, Mario Vanacore risponde smentendo tutto e affermando di non aver mai visto Simonetta in vita sua, se non quando era già morta nell'ufficio (in quanto era salito assieme alla matrigna e alle persone accorse verso le 23 del 7 agosto 1990). Il PM Gianfederica Dito chiede l'archiviazione per la vicenda, definendola suggestiva ma priva di riscontri.

### Le piste alternative

#### L'ipotesi del serial killer
Negli anni 2000 il magistrato Otello Lupacchini e il giornalista Max Parisi, dopo aver condotto uno studio su dodici casi di ragazze scomparse e uccise a Roma tra il 1982 e il 1990, suggerirono l'ipotesi che l'omicidio di Simonetta Cesaroni sarebbe stato l'ultimo di una serie di dieci o dodici omicidi compiuti da un unico serial killer che in quegli anni avrebbe causato la morte di altre dieci ragazze, tutte riconducibili a una specifica zona di Roma e con modalità di assassinio molto simili tra di loro. Secondo Lupacchini e Parisi, facenti parte di questa macabra lista di ragazze uccise dal serial killer rientrerebbero anche l'omicidio di Katy Skerl (avvenuto nel 1984), nonché i celebri casi delle sparizioni di Mirella Gregori ed Emanuela Orlandi (avvenute nel 1983).

#### La pista del Videotel e i presunti segreti dell'A.I.G.
Poche settimane dopo il proscioglimento definitivo di Pietrino Vanacore e Federico Valle, avvenuto il 30 gennaio 1995, arriva in Procura, a Roma, una lettera anonima, che suggerisce di indagare sulla pista del Videotel: una conversazione alla quale si poteva accedere con il computer all'inizio degli anni novanta, attraverso un servizio simile all'odierno Internet. La pista, battuta per alcuni anni dagli inquirenti, suggeriva l'ipotesi che Simonetta avesse fatto uso del computer dell'ufficio di via Poma per entrare in contatto, attraverso la rete, con altri utenti. Così, casualmente, poteva aver conosciuto il suo assassino, al quale lei aveva dato un appuntamento per quel pomeriggio del 7 agosto 1990.
C'è chi dice anche di aver riconosciuto Simonetta in una interlocutrice del Videotel che si firmava con il soprannome Veronica. Altra testimonianza afferma di un utente del Videotel che si firmava Dead (come la frase trovata scritta sul foglio accanto al computer di via Poma) e che, entrando in rete dopo il 7 agosto, affermò di aver ucciso Simonetta Cesaroni, rivelandolo a tutti gli utenti. Ma la pista si è scoperto essere infondata: il computer da lavoro di Simonetta era solo di videoscrittura (non c'era la possibilità di accedere a servizi Videotel) e Simonetta, a casa sua, non disponeva di un computer.
Prima della svolta investigativa del giugno 2004, sono emersi anche alcuni fatti misteriosi collegati alla sede A.I.G. di via Poma, presieduta all'epoca dall'avvocato Francesco Caracciolo di Sarno. Sono girate notizie in base alle quali l'ufficio di via Poma sarebbe stato un luogo di copertura per alcune attività dei servizi segreti italiani. Dettagli collegati al fatto che Roland Voller, il commerciante austriaco informatore della polizia, che accusò falsamente del delitto Federico Valle, risultò essere un personaggio con probabili collegamenti anche in ambienti di servizi segreti (fu trovato in possesso anche di alcuni documenti riservati sul delitto dell'Olgiata, avvenuto vicino a Roma nel luglio del 1991). Questi misteri non hanno trovato tuttavia nessun legame e nessun riscontro coi fatti del delitto Cesaroni.
Secondo un'altra ipotesi investigativa, invece, il delitto si legherebbe a presunte operazioni illecite che, nel corso dei primi anni novanta, sarebbero state compiute da alcuni soggetti appartenenti ai servizi segreti nell'ambito della cooperazione allo sviluppo e in particolare in Somalia: Simonetta Cesaroni, incaricata di stipulare contratti per conto di alcune società al di fuori della sua normale professione, sarebbe stata a conoscenza di queste attività illecite. Tale ricostruzione, inoltre, riconnette l'omicidio della ragazza al delitto di Mario Ferraro, colonnello del SISMI che, il 16 luglio 1995, fu ritrovato impiccato all'interno della propria abitazione.

#### I presunti intrecci con la banda della Magliana e i servizi segreti
Tra le piste alternative seguite subito dopo l'omicidio vi è anche quella di un omicidio voluto della banda della Magliana ed effettuato materialmente dai servizi segreti italiani con la complicità del Vaticano. Si dice infatti che Simonetta Cesaroni avesse scoperto quasi per caso negli archivi della stessa A.I.G. degli importantissimi e segretissimi documenti che testimoniavano dei presunti favori fatti dalla stessa A.I.G. e altri enti edili a favore della banda della Magliana con il benestare del Vaticano, territorio in cui vi erano alcuni edifici "prestati" alla banda, con la complicità dei servizi segreti. La pista in un primo momento sembrava la più "veritiera" soprattutto quando alcuni testimoni dissero di aver notato poco dopo l'omicidio tre personaggi (mai identificati) esattamente sotto la palazzina di Cesaroni che per il loro modo di fare e per il loro abbigliamento potevano essere membri dei servizi segreti. Infatti pochissimo tempo prima erano stati scoperti dei legami tra la banda della Magliana e i servizi segreti dove era stato rilevato come ormai avessero dei forti rapporti con la stessa banda. Questa pista successivamente venne gradualmente abbandonata in quanto le indagini non portarono a nulla di provato e questi eventuali documenti scoperti da Cesaroni non sono stati mai trovati.

## I processi
Nell'aprile 2009, la nuova indagine sul delitto di via Poma, iniziata nel giugno 2004, si conclude. A maggio il pubblico ministero Ilaria Calò deposita gli atti di chiusura dell'indagine, chiedendo il rinvio a giudizio di Raniero Busco per omicidio volontario aggravato dalla crudeltà. L'udienza preliminare per decidere sul rinvio a giudizio di Raniero Busco si terrà il 24 settembre 2009, dinanzi alla GUP Maddalena Cipriani. La GUP decide di spostare l'udienza al 19 ottobre, per poter prima ascoltare i cinque consulenti che hanno eseguito la perizia sull'arcata dentaria di Busco e il confronto tra l'arcata dentaria dell'imputato e il morso al capezzolo del seno sinistro di Simonetta Cesaroni. Sarà convocato anche il dottor Emilio Nuzzolese (dentista esperto in odontologia forense) consulente tecnico di Raniero Busco. La GUP ascolta la relazione dei cinque consulenti (due medici legali, due odontoiatri, un capitano dei RIS: Ozrem Carella Prada, Stefano Moriani, Paolo Dionisi, Domenico Candida, Claudio Ciampini) del pubblico ministero Ilaria Calò. I periti espongono i risultati della loro analisi sull'arcata dentaria di Raniero Busco e dimostrano, anche attraverso prove fotografiche, la perfetta compatibilità tra i segni del morso sul capezzolo del seno sinistro di Simonetta Cesaroni e i denti dell'imputato. La GUP ascolta anche la relazione del consulente nominato dalla difesa di Busco, il dottor Emilio Nuzzolese (odontoiatra forense). Il perito Nuzzolese definisce la lesione sul capezzolo della vittima come suggestiva di un 'morso parziale' e più precisamente come il possibile risultato di segni lasciati da alcuni denti, compatibile solo con l'azione di un "morso laterale" per il quale non è possibile giungere ad alcuna attribuzione. Peraltro evidenzia, dopo un'analisi odontologico-forense della dentatura di Raniero Busco, che le incisioni dentali di quest'ultimo, se di morso si tratta, sarebbero state completamente differenti, escludendo quindi che sia il Busco l'autore della lesione sul capezzolo.
L'udienza preliminare viene aggiornata al 9 novembre 2009: in quella data, la GUP accoglie la richiesta di rinvio a giudizio avanzata dal PM Ilaria Calò nei confronti di Raniero Busco. Busco deve quindi sostenere un processo per l'omicidio della sua fidanzata Simonetta Cesaroni. Viene stabilito che il dibattimento si aprirà il 3 febbraio 2010 nell'aula bunker del carcere di Rebibbia dinanzi alla terza sezione della corte d'assise di Roma, presieduta dalla giudice Evelina Canale, giudice a latere Paolo Colella, sei giudici popolari. L'accusa è di omicidio volontario aggravato dalla crudeltà.
Su Raniero Busco emergono anche delle lacune sull'alibi per il primo pomeriggio del 7 agosto 1990: dell'alibi non c'è traccia scritta in nessun documento investigativo dell'agosto 1990; nel 2005 Busco ha dichiarato di aver trascorso le ore del delitto assieme a un suo amico, al quale stava riparando il motorino in una piccola officina sotto casa sua. Chiamato a dare la sua versione dei fatti, l'amico di Busco lo smentisce: il pomeriggio del 7 agosto 1990 non era nell'officina vicino a casa Busco per la riparazione del motorino (questo episodio era successo il pomeriggio prima, il 6). Si trovava in una casa di cura per anziani a Frosinone, perché era deceduta una sua zia. Il teste mostra anche il certificato di morte della zia che dimostra la verità del fatto. Quel giorno incontrò Busco fuori da un bar del quartiere Morena solo tra le 19:30 e le 19:45, al suo rientro a Roma da Frosinone.
Viene presa nuovamente in considerazione anche una testimonianza, già rilasciata negli anni novanta da Giuseppa De Luca, la moglie del portiere Pietrino Vanacore. Giuseppa De Luca raccontò alla polizia di aver visto uscire dalla scala B di via Poma, la sera del 7 agosto 1990 alle ore 18:00, un giovane con un fagotto sul lato sinistro. Procedeva verso l'uscita del palazzo a testa bassa, era alto sul metro e 80 e indossava pantaloni grigio scuro, una camicia verde scuro e un cappello con la visiera. Giuseppa De Luca disse che questa persona (da lei vista da 10 metri di distanza) le sembrò essere o il ragionier Fabio Forza, un inquilino del palazzo, o Salvatore Sibilia, all'epoca funzionario dell'A.I.G., che risultò essere all'ora dell'omicidio a casa con la moglie Anita Baldi. Che si trattasse del ragionier Forza era invece impossibile: il 7 agosto 1990, Forza era in vacanza all'estero, per la precisione in Turchia. Anche se si trattò di uno sbaglio di persona, una sentenza giudiziaria ha stabilito che il racconto di Giuseppa De Luca ha un suo fondo di verità e che i due coniugi Vanacore non avevano motivo di mentire per attuare eventuali depistaggi d'indagine.
Il 26 gennaio 2011, al termine del processo di primo grado, Raniero Busco viene riconosciuto colpevole dell'omicidio di Simonetta Cesaroni e condannato a 24 anni di reclusione.
Il 27 aprile 2012, al termine del processo di secondo grado, Busco viene assolto dall'accusa del delitto Cesaroni per non aver commesso il fatto; le tracce di DNA vengono ritenute circostanziali e compatibili con residui che avrebbero potuto resistere a un lavaggio blando della biancheria (la madre di Simonetta dichiarò di lavare soprattutto a mano con sapone da bucato), mentre il morso si rivela essere un livido di altro tipo. Viene inoltre confermato l'alibi di Busco, che si trovava al lavoro.
A seguito di ricorso in Cassazione della Procura, viene fissata la prima udienza del processo di legittimità il 26 febbraio 2014, data in cui le toghe del terzo grado di giudizio hanno definitivamente assolto Busco. «Sette anni della mia vita sono stati distrutti — ha detto l'uomo al termine della lettura della sentenza — posso capire cosa prova la famiglia, che dopo 24 anni non c'è un colpevole. Ma tutti dovrebbero comprendere anche il mio dramma. Adesso voglio essere lasciato in pace». Il delitto, dunque, resta senza colpevoli.

### La cronologia dei processi

#### Il processo di primo grado (2010-2011)
Calendario delle udienze del processo di primo grado - (Pubblico ministero: sostituto procuratore della Repubblica Ilaria Calò; Presidente della III sezione della Corte d'Assise di Roma: giudice Evelina Canale; giudice a latere: Paolo Colella; 6 giudici popolari):
- 3 febbraio 2010: apertura del processo contro Raniero Busco[50]. Il Comune di Roma si costituisce parte civile ed è rappresentato dall'avvocato Andrea Magnanelli.
- 16 febbraio 2010: deposizioni di Anna Di Giambattista, madre di Simonetta Cesaroni; Paola Cesaroni, sorella di Simonetta Cesaroni; Antonello Barone, fidanzato nel 1990 di Paola Cesaroni; mostrate in aula, attraverso tre VHS e un DVD, alcune interviste televisive degli anni novanta rilasciate dai familiari di Simonetta Cesaroni e da Antonello Barone; ricostruzione degli ultimi mesi di vita della vittima e dei suoi rapporti con l'imputato; lettura in aula del contenuto delle ultime lettere private scritte da Simonetta Cesaroni. Conferito al perito Mario Franco l'incarico di trascrivere delle intercettazioni telefoniche.
- 24 febbraio 2010: deposizioni di Marco Santangelo (capo della Volante 11), Luigi Piccinini (capo della Volante 12), Cherubino Gagliardi (ispettore della Squadra Mobile della Questura di Roma), Ciro Solimene (sovrintendente di Pubblica Sicurezza), alcuni dei poliziotti responsabili del sopralluogo nell'appartamento del delitto la notte dell'8 agosto 1990; mostrate le fotografie scattate durante il sopralluogo; deposizioni di Franco Martinelli (agente di polizia che con il collega Antonio Gaccetta eseguì un sopralluogo in via Poma il 27 agosto 1990, effettuando rilievi nella cabina dell'ascensore della scala B e prelevando tracce dalla pulsantiera, da un vetro dell'ascensore e da un frammento d'intonaco), Laura Nardi (agente di polizia che con il collega Antonio Gaccetta eseguì un sopralluogo in via Poma il 30 agosto 1990, effettuando rilievi nell'ufficio dell'ex A.I.G. e prelevando tracce da un poster appeso a una parete, da un mobiletto d'alluminio e dal davanzale di una finestra), di Sergio Salis (agente di polizia che con i colleghi Laura Nardi e Umberto Minatore eseguì un sopralluogo in via Poma il 28 settembre 1990, effettuando rilievi nell'ufficio dell'ex A.I.G. e prelevando tracce dal termosifone della stanza del delitto); deposizioni di Luigi Mattiacci e Fabrizio Brezzi, rispettivamente l'agente e l'ispettore di polizia che interrogarono in Questura l'imputato il 10 settembre 1990.
- 12 marzo 2010: deposizioni di Luca Volponi, figlio di Salvatore Volponi; deposizioni di Ali Ben Musba (agente di polizia che il 21 agosto 1990 sequestrò nella portineria della scala B di via Poma un mazzo di chiavi di riserva dell'ufficio dell'ex A.I.G.) e di Danilo Gobbi (agente di polizia che il 28 agosto 1990 fu presente ad accertamenti svolti sul computer da lavoro di Simonetta Cesaroni, che si occupò della verifica-alibi di Ermanno Bizzocchi e di un interrogatorio di Luciano Menicocci e che si occupò di una agenda telefonica di Pietrino Vanacore consegnata per errore, dalla polizia, ai Cesaroni il 6 settembre 1990). In questa udienza si sarebbero dovuti ascoltare anche gli ex portieri della scala B di via Poma Pietrino Vanacore (che però è stato trovato morto suicida il 9 marzo) e la moglie, Giuseppa De Luca. Quest'ultima e il suo figliastro Mario Vanacore (anche lui convocato come testimone al processo) hanno preferito non presentarsi in aula nel giorno indicato, dopo la tragica vicenda personale. Salvatore Volponi, datore di lavoro di Simonetta Cesaroni alla Reli S.a.s. nel 1990 (anch'egli convocato) ha inviato un certificato medico al tribunale di Roma per giustificare la sua assenza al processo. Il presidente della terza corte d'assise Evelina Canale dispone alla fase finale del dibattimento il termine per le deposizioni di Giuseppa De Luca e Mario Vanacore e al 7 aprile, salvo nuova indisposizione, il termine per la deposizione di Salvatore Volponi.
- 16 marzo 2010: deposizioni di Nicolino Grimaldi, portiere di via Poma 4; di Virginia Rotti, portiera di via Andreoli 1; di Manlio Giammona Indaco, proprietario fino al 19 dicembre 1991, assieme al fratello Ferdinando, dell'appartamento affittato all'ex A.I.G. per stabilirvi la sede d'ufficio; di Anna Petrillo, l'incaricata delle pulizie nell'ufficio dell'ex A.I.G.; di Ottavio Saviane, inquilino di via Poma 4; lettura in aula di un'intervista di stampa e di un verbale d'interrogatorio del deceduto architetto Cesare Valle, inquilino della scala B di via Poma nel 1990; lettura in aula dei verbali d'interrogatorio del 1990 di cinque testimoni anch'essi deceduti nel corso dei venti anni d'indagine. Tra questi, il colonnello dei Carabinieri Giovanni Danese.
- 7 aprile 2010: deposizioni di Anita Baldi, direttore amministrativo dell'ex A.I.G.; di Luciano Menicocci, dipendente amministrativo dell'ex A.I.G. e tutor di Simonetta Cesaroni in via Poma; di Maria Luisa Sibilia, dipendente dell'ex A.I.G. e colei che ha riconosciuto il mazzo di chiavi sequestrato nell'agosto 1990 nella portineria della scala B di via Poma come quello di riserva in uso all'ufficio; di Giuseppina Faustini, dipendente dell'ex A.I.G.; di Riccardo Sensi, dipendente amministrativo dell'ex A.I.G. dal luglio 1987 all'aprile 1990. In questa udienza doveva essere ascoltato anche Salvatore Volponi, ma il teste ha nuovamente inviato un certificato medico al tribunale di Roma per giustificare ancora una volta la sua assenza (il legale di Volponi, avvocato Maria Antonietta La Mazza, ha chiesto alla corte di far calendarizzare la deposizione del teste verso la fine del dibattimento); lettura in aula di alcuni passaggi del verbale del deceduto Salvatore Sibilia, funzionario e ispettore regionale dell'ex A.I.G., nonché marito di Anita Baldi e fratello di Maria Luisa Sibilia.
- 9 aprile 2010: deposizioni di Francesco Caracciolo di Sarno, presidente dell'ex A.I.G.; di Giulia Caracciolo di Sarno, figlia di Francesco Caracciolo di Sarno; di Luigina Berrettini, responsabile dell'ufficio personale dell'ex A.I.G.; di Mario Macinati, ex giardiniere delle fattorie di Tarano [Rieti] del presidente dell'ex A.I.G. Francesco Caracciolo Di Sarno; di Giuseppe Macinati, figlio di Mario Macinati.
- 7 maggio 2010: deposizioni di Flora De Angelis e Luigino Prili, marescialli dei Carabinieri in servizio presso la sezione di Polizia giudiziaria del tribunale di Roma; ascoltata in aula una intercettazione telefonica del 23 ottobre 2008 tra Giuseppa De Luca, ex portiera di via Poma, e Anna Vanacore, la sua figliastra; ascoltate in aula una intercettazione ambientale e una telefonica del 2007 riguardanti due testimoni citati dalla difesa dell'imputato; ricostruzione delle testimonianze del 2004-2007 sui tre alibi differenti dell'imputato; mostrate in aula due foto (una dell'imputato, datata 1990; l'altra, sempre datata 1990, di Fabio Forza, un inquilino della scala B di via Poma che l'ex portiera [della scala B di via Poma] Giuseppa De Luca credette d'aver visto uscire dal palazzo il pomeriggio del delitto); ripercorse le posizioni dei 29 ex sospettati, tutti scagionati dal test del DNA; dimostrata l'infondatezza di una telefonata anonima (opera di un poliziotto) nella quale si era parlato di un litigio tra Simonetta Cesaroni e un amico dell'imputato; smentite le vecchie ipotesi degli anni novanta sul coinvolgimento dei servizi segreti nel caso; chiarito un episodio riguardante un mazzo di fiori e uno sconosciuto.
- 12 maggio 2010: deposizioni di Simone Palombi, amico dell'imputato (primo testimone chiamato in causa da Busco nel 2004 a sostegno del suo primo alibi); Donatella Villani, amica di Simonetta Cesaroni; Sergio D'Aquino, fidanzato nel 1990 di Donatella Villani; Anna Rita Testa, amica di Simonetta Cesaroni; Marco Giusti, fidanzato nel 1990 di Anna Rita Testa; Nazzareno Fiorucci, amico di Simonetta Cesaroni; Francesca Persico, amica di Simonetta Cesaroni; Rita Surace, titolare nel 1990 del "Bar centrale ai Portici" (nel 1990 luogo di ritrovo dell'imputato, di Simonetta Cesaroni e dei loro amici). Acquisite agli atti un'intervista televisiva del 31 agosto 1990, rilasciata dall'ex portiere di via Poma Pietrino Vanacore, e un'intervista audio pubblicata su un giornale il 4 settembre 1990, rilasciata da Raniero e Giuseppina Busco il 3 settembre 1990.
- 20 maggio 2010: deposizioni di Luigi Poli, amico dell'imputato (secondo testimone chiamato in causa da Busco nel 2007 a sostegno del suo secondo alibi, fornito dall'imputato dopo aver appreso, da una trasmissione televisiva del 2007, della smentita del primo alibi da parte di Simone Palombi); Fabrizio Priori, amico dell'imputato (indicato nel dicembre 2008, attraverso una segnalazione confidenziale anonima fatta dal fratello [un poliziotto] della moglie (Roberta Milletarì) dell'imputato, come il protagonista di un litigio con Simonetta Cesaroni; poi terzo testimone chiamato in causa nel 2007 a sostegno del secondo alibi di Busco); Franco Brucato, amico dell'imputato (indicato nel febbraio 2005 da Busco, assieme a Massimo Iacobucci e Marco Cappelletti, come una persona interessata a Simonetta Cesaroni); Vanessa Canali, cugina di Roberta Foschi (Roberta Foschi era nel 1990 la fidanzata di Fabrizio Priori); Pietro Camolese e Stefano Carucci, nel 1990 tecnici della ditta Insirio (ditta che nel 1990 forniva i programmi per computer in uso all'ex A.I.G.); Valerio Franchina e Piero Marietti, esperti informatici che, su incarico conferito dalla Procura della Repubblica di Roma il 7 dicembre 1995 ai periti Dario Ballabio e Piero Marietti, hanno esaminato il computer in uso nel 1990 a Simonetta Cesaroni nell'ufficio ex A.I.G. di via Poma.
- 7 giugno 2010: deposizioni di Giuseppa De Luca, ex portiera della scala B di via Poma e vedova di Pietrino Vanacore[51]; Mario Vanacore, figliastro di Giuseppa De Luca; Salvatore Volponi, datore di lavoro di Simonetta Cesaroni alla Reli S.a.s. nel 1990 (a causa delle sue gravi condizioni fisiche, dovute a marcata depressione e ad ansia, la sua convocazione si è limitata alla formalità di una questione procedurale in merito al suo esame, sollevata dal suo avvocato difensore, Maria Antonietta La Mazza. La deposizione di Volponi è stata posticipata all'udienza processuale del 19 luglio); Maria Di Giacomo e Anna Rita Pelucchini, amiche di Giuseppina Busco, la madre dell'imputato (quarto e quinto testimone chiamati in causa da Raniero Busco nel 2007 a sostegno del suo terzo alibi. Nei confronti di entrambe il Pubblico ministero Ilaria Calò ha chiesto alla corte di procedere per l'accusa di "falsa testimonianza"); Giuseppina Busco, madre dell'imputato; Mauro Busco, fratello maggiore dell'imputato; Paolo Busco, fratello minore dell'imputato; Paola Lopizzo, una ginecologa che visitò Simonetta Cesaroni il 3 agosto 1990 prescrivendole una confezione di "Securgin" (pillole anticoncezionali). Rese pubbliche due denunce del 2000 a carico dell'imputato: il 18 marzo 2000, Raniero Busco colpì alla testa una sua vicina di casa nel corso di un litigio (denuncia per aggressione); il 16 dicembre 2000, Raniero Busco aggredì verbalmente la cognata (un'agente di polizia, moglie del fratello maggiore Mauro) nel corso di un litigio, tirandole poi sulla mano una insalatiera che le lasciò una cicatrice (denuncia per minacce e aggressione).
- 7 luglio 2010: deposizioni del generale dei Carabinieri Luciano Garofano, comandante della sezione di Biologia del RIS (Reparto investigazioni scientifiche) dal 1994 al 2009 e del maggiore dei Carabinieri Marco Pizzamiglio, operatore della sezione di Biologia del RIS (i due consulenti della Procura della Repubblica di Roma incaricati di svolgere perizie genetiche sui reperti del delitto Cesaroni); del prof. Stefano Moriani, medico legale presso l'istituto di Medicina legale dell'Università degli studi di Roma (il consulente della Procura della Repubblica di Roma incaricato di rielaborare la relazione autoptica del 1990 sul delitto Cesaroni, all'epoca firmata dal prof. Ozrem Carella Prada, medico legale).
- 19 luglio 2010: deposizioni dei prof.ri Ozrem Carella Prada e Stefano Moriani, medici legali; dei dott.ri Paolo Dionisi e Domenico Candida, odontoiatri clinici; del capitano dei Carabinieri e operatore del RIS Claudio Ciampini (i cinque consulenti della Procura della Repubblica di Roma incaricati di ricostruire il morso al capezzolo del seno sinistro di Simonetta Cesaroni, di analizzare l'arcata dentaria di Raniero Busco e di confrontare i segni del morso dato alla vittima durante il delitto con la struttura dell'arcata dentaria dell'imputato). Il datore di lavoro di Simonetta Cesaroni alla Reli S.a.s. nel 1990, Salvatore Volponi (nuovamente convocato, dopo le mancate deposizioni del 12 marzo-7 aprile-7 giugno), non si è presentato in aula per la terza volta e non ha testimoniato al processo per la quarta volta. Il suo avvocato, Maria Antonietta La Mazza, ha presentato un quarto certificato medico del suo cliente (nel quale si fa riferimento, come le volte precedenti, a marcata depressione e ansia e nel quale si consiglia di evitare qualsiasi situazione che possa creare stress). Il presidente della terza Corte d'Assise, Evelina Canale, calendarizza al 1º ottobre la nuova convocazione di Volponi ma contemporaneamente stabilisce che, in caso di nuovo impedimento, sarà applicato l'articolo 512 del codice di procedura penale, che prevede l'acquisizione delle dichiarazioni del testimone rese prima del processo, per sopravvenuta impossibilità di ripetizione.
- 1º ottobre 2010: deposizioni del generale dei Carabinieri Luciano Garofano, comandante della sezione di Biologia del RIS dal 1994 al 2009, del maggiore dei Carabinieri Marco Pizzamiglio, operatore della sezione di Biologia del RIS. e del prof. Vincenzo Lorenzo Pascali, direttore dell'istituto di Medicina legale dell'Università degli studi di Milano (i tre consulenti della Procura della Repubblica di Roma incaricati di svolgere una perizia genetica su tracce di sangue presenti sulla porta della stanza del delitto Cesaroni. Il professor Pascali aveva eseguito una prima analisi su un tassello della porta già nell'agosto del 1990). Presentate le consulenze su altri sette reperti prelevati in via Andreoli e di fronte al civico 2 di via Carlo Poma rispettivamente l'8 e il 16 agosto 1990; depositata la consulenza della dottoressa spagnola Maria Victoria Lareu Huidobro, docente universitaria di medicina legale e studiosa di biologia, sulle macchie di sangue trovate sulla porta della stanza del delitto Cesaroni. Il datore di lavoro di Simonetta Cesaroni alla Reli S.a.s. nel 1990, Salvatore Volponi, è risultato nuovamente assente in aula a causa delle sue condizioni di salute. La terza Corte d'Assise, dopo essersi riunita in camera di consiglio, ha deciso di sospendere l'applicazione dell'articolo 512 del codice di procedura penale per accogliere la richiesta dell'avvocato Paolo Lorìa (legale dell'imputato) di disporre una perizia per accertare le condizioni di salute di Volponi e stabilire se il teste può o meno recarsi al processo per deporre. La perizia è stata affidata al prof. Piero Rocchini (neuropsichiatra), il cui incarico verrà formalmente ufficializzato nell'udienza del 7 ottobre.
- 7 ottobre 2010: deposizioni del professor Giuseppe Novelli (ordinario di genetica presso l'università degli studi di Roma), del dottor Emiliano Giardina (assistente di genetica presso l'università degli studi di Roma), del dottor Emilio Nuzzolese (odontologo forense), del professor Giancarlo Umani Ronchi (dipartimento di medicina legale dell'università degli studi di Roma), i quattro consulenti dell'avvocato Paolo Lorìa (legale dell'imputato). Il dottor Emilio Nuzzolese, pur ipotizzando che la lesione sia suggestiva di un 'morso parziale', sottolinea che il fermacapelli rotto ritrovato sulla scena del crimine accanto alla vittima potrebbe essere uno dei possibili agenti causali della lesione sul capezzolo. Ufficialmente conferito al professor Piero Rocchini (neuropsichiatra) l'incarico di eseguire una perizia su Salvatore Volponi, al fine di accertare le condizioni di salute del teste e stabilire se questi potrà o no presentarsi al processo a deporre. La perizia si svolgerà l'11 ottobre e le conclusioni saranno esposte dal professor Rocchini alla terza Corte d'Assise nell'udienza del 20 ottobre.
- 20 ottobre 2010: deposizione del professor Piero Rocchini, neuropsichiatra, sulla perizia del Tribunale riguardante lo stato di salute mentale del teste Salvatore Volponi. Il perito della Corte conclude che Volponi, nonostante sia affetto da depressione bipolare, è in grado di testimoniare al processo, poiché ha una buona lucidità, una buona capacità rievocativa, una buona capacità di ribattere e una buona capacità empatica. Il professore ha però sottolineato che Volponi dovrà essere sentito facendo in modo da evitargli sovraccarichi emotivi (viene consigliata la presenza di un medico nell'aula processuale), poiché il disturbo bipolare di cui soffre e una componente fobico ossessiva che è in lui presente dall'età di 30 anni lo rendono un soggetto particolarmente fragile. La terza Corte d'Assise fissa la deposizione di Salvatore Volponi all'udienza del 12 novembre e aggiorna alla stessa data la ripresa del dibattimento processuale, in seguito al mancato raggiungimento di un accordo, tra il Pubblico ministero Ilaria Calò e l'avvocato Paolo Lorìa, sulle deposizioni odierne dei testi citati dalla difesa.
- 12 novembre 2010: deposizione di Salvatore Volponi, datore di lavoro di Simonetta Cesaroni alla Reli S.a.s. nel 1990; interrogatorio processuale di Raniero Busco, l'imputato[52].
- 17 novembre 2010: deposizioni di Nicola Cavaliere, capo della Squadra Mobile della Questura di Roma nel 1990; di Antonio Del Greco, capo della Sezione Omicidi della Squadra Mobile della Questura di Roma nel 1990; di Corrado Carboni, direttore di segreteria del comitato regionale Lazio dell'ex A.I.G.; di Anna Angelone, moglie di Mario Macinati (l'ex giardiniere delle fattorie di Tarano [Rieti] del presidente dell'ex A.I.G. Francesco Caracciolo di Sarno); di Giuseppe Carrino e Raffaello Lisi, colleghi di lavoro dell'imputato; di Giulia Pierantonietti, vicina di casa dell'imputato e madre di Alessandro Biancini (un amico dell'imputato, convocato all'udienza del 29 novembre).
- 29 novembre 2010: deposizioni di Alessandro Biancini, amico dell'imputato; di Giampiero Marzi, giornalista di una radio privata, autore di un'intervista audio (pubblicata su un giornale il 4 settembre 1990) rilasciata da Raniero e Giuseppina Busco il 3 settembre 1990.
- 21 dicembre 2010: discussione finale del Pubblico ministero Ilaria Calò [illustrati i primi 12 punti della relazione conclusiva].
- 7 gennaio 2011: discussione finale del Pubblico ministero Ilaria Calò [illustrati gli ultimi 6 punti della relazione conclusiva; esposta la richiesta di condanna dell'imputato; esposta la richiesta della pena da applicare].
- 14 gennaio 2011: discussione finale dell'avvocato Lucio Molinaro (legale di parte civile di Anna Di Giambattista).
- 19 gennaio 2011: discussione finale degli avvocati Federica Mondani e Massimo Lauro (legali di parte civile di Paola Cesaroni).
- 20 gennaio 2011: discussione finale dell'avvocato Paolo Lorìa (legale dell'imputato).
- 26 gennaio 2011: controrepliche del Pubblico ministero Ilaria Calò; dell'avvocato Lucio Molinaro (legale di parte civile di Anna Di Giambattista); dell'avvocato Federica Mondani (legale di parte civile di Paola Cesaroni); dell'avvocato Paolo Lorìa (legale dell'imputato). Ingresso della terza Corte d'Assise di Roma in Camera di consiglio.

Sentenza di primo grado: Raniero Busco viene dichiarato colpevole dell'omicidio di Simonetta Cesaroni e condannato a 24 anni di reclusione e al pagamento delle spese processuali e del risarcimento, in separata sede, delle parti civili.

#### Il processo di secondo grado (2011 - 2012)
Calendario delle udienze del processo di secondo grado - (Pubblico ministero: sostituto Procuratore generale della Repubblica Alberto Cozzella; Presidente della I sezione della Corte d'Assise d'Appello del Tribunale di Roma: giudice Mario Lucio D'Andria; giudice a latere: Giancarlo De Cataldo; 6 giudici popolari):
- 24 novembre 2011: apertura del processo. Il Comune di Roma, costituitosi parte civile, è rappresentato in udienza dall'avvocato Enrico Maggiore (in sostituzione temporanea dell'avvocato Andrea Magnanelli). Il collegio difensivo dell'imputato Raniero Busco (avvocati Paolo Lorìa e Franco Coppi) chiede alla Corte d'Appello di disporre il rifacimento di quattro perizie[53], inerenti: l'accertamento dell'orario della morte di Simonetta Cesaroni; la definizione della lesione riscontrata sul capezzolo del seno sinistro della vittima; l'interpretazione di alcune tracce di sangue di gruppo ematico A, oggetto di precedenti analisi (4 aprile 1991/28 aprile 1992: medici legali Angelo Fiori-Vincenzo Lorenzo Pascali-Laura Cortese, biologo Giovanni Destro Bisol; 1º giugno 1992: medico legale Bruno Dallapiccola, biologo della Polizia criminale Aldo Spinella; 2 ottobre 1999: generale dei Carabinieri Luciano Garofano, RIS [Reparto investigazioni scientifiche], tenente colonnello dei Carabinieri Giampietro Lago, RIS [Reparto investigazioni scientifiche]); la valutazione dello stato di conservazione dei reperti (dunque la sicura interpretazione e attribuzione delle tracce rilevate sui medesimi); chiede inoltre di acquisire agli atti del dibattimento una lettera inviata dal professor Angelo Fiori (medico legale) al collegio difensivo di Busco a fine novembre 2011 e chiede di ascoltare in aula il professor Fiori e tale Paolo Gugliotta (una persona informata sui fatti, interrogata durante l'istruttoria del 1990). Chiede anche di riascoltare Donatella Villani (un'amica di Simonetta Cesaroni). I legali di parte civile di Paola Cesaroni (la sorella di Simonetta Cesaroni), gli avvocati Massimo Lauro e Federica Mondani, chiedono alla Corte d'Appello di discutere una consulenza di psicologia giuridica volta a ricostruire e analizzare la persona e la personalità della vittima. La consulenza è a firma della prof.ssa Laura Volpini: psicologa giuridica e forense; docente di psicologia sociale e giuridica presso l'Università "La Sapienza" di Roma; psicoterapeuta. La Corte d'Appello, dopo essersi riunita in camera di consiglio, accoglie la richiesta della difesa sulle quattro perizie e acquisisce agli atti del dibattimento la lettera del professor Angelo Fiori mentre respinge la richiesta inerente alle deposizioni dei testi Gugliotta e Villani. La Corte d'Appello si riserva di decidere, invece, sulla richiesta di deposizione processuale del professor Angelo Fiori. La Corte d'Appello, inoltre, respinge la richiesta presentata dalla parte civile. La Corte d'Appello fissa al 5 dicembre la data di nomina dei periti del Tribunale di Roma che dovranno occuparsi delle nuove perizie richieste dalla difesa dell'imputato.
- 5 dicembre 2011: l'avvocato di parte civile di Anna Di Giambattista (la madre di Simonetta Cesaroni), Lucio Molinaro, lascia il suo incarico all'interno del dibattimento d'Appello. Al suo posto subentra (come legale di parte civile di Anna Di Giambattista) l'avvocato Massimo Lauro; l'avvocato Federica Mondani continua invece a tutelare legalmente Paola Cesaroni, la sorella di Simonetta Cesaroni. La Corte d'Appello nomina i periti del tribunale di Roma che dovranno occuparsi delle quattro perizie richieste dalla difesa dell'imputato e che sono volte a stabilire nuovamente: l'accertamento dell'orario della morte di Simonetta Cesaroni; la definizione della lesione riscontrata sul capezzolo del seno sinistro della vittima; l'interpretazione di alcune tracce di sangue di gruppo ematico A, oggetto di precedenti analisi, tra il 1991 e il 1999; la valutazione dello stato di conservazione dei reperti (dunque la sicura interpretazione e attribuzione delle tracce rilevate sui medesimi)[54]. I periti sono: il prof. Corrado Cipolla D'Abruzzo (medico legale - Università degli studi di Chieti), il prof. Carlo Previderè (ricercatore universitario di genetica forense - Università degli studi di Pavia), il professor Paolo Fattorini (medico legale - Università degli studi di Trieste). Le perizie inizieranno il 20 dicembre 2011 e avranno luogo presso il dipartimento di medicina legale dell'Università degli studi di Pavia; i periti avranno 90 giorni di tempo per depositare le loro relazioni. Nominati anche alcuni consulenti di fiducia dell'accusa, della difesa e della parte civile per i Cesaroni e per il Comune di Roma, richiesti dalle quattro parti per seguire i lavori sulla perizia. Per il Pubblico ministero (il sostituto Procuratore generale Alberto Cozzella): il prof. Ozrem Carella Prada (medico legale - Università degli studi di Roma La Sapienza); prof. Giovanni Arcudi (medico legale - Università degli studi di Roma Tor Vergata), il dott. Domenico Candida (odontoiatra clinico), il maggiore dei Carabinieri Marco Pizzamiglio (RIS, Reparto investigazioni scientifiche - sezione di Biologia). Per la difesa (avvocati Paolo Lorìa e Franco Coppi): il professor Giancarlo Umani Ronchi (medico legale - Università degli studi di Roma La Sapienza), il professor Giuseppe Novelli (responsabile dei laboratori di genetica medica - Università degli studi di Roma Tor Vergata), il dottor Emiliano Novelli (genetista forense), il dottor Emilio Nuzzolese (odontologo forense). Per la parte civile dei Cesaroni (avvocati Massimo Lauro e Federica Mondani): il generale dei Carabinieri Luciano Garofano (biologo), la dottoressa Chantal Milani (odontoiatra forense), l'ing. Fabio Boscolo (ingegnere forense); per la parte civile del Comune di Roma (avvocato Enrico Maggiore): il dott. Andrea Turchi (medico legale). La prossima udienza è fissata per il 27 marzo 2012.
- 27 marzo 2012: deposizioni del professor Corrado Cipolla D'Abruzzo (medico legale - Università degli studi di Chieti), del dottor Carlo Previderè (ricercatore universitario di genetica forense - Università degli studi di Pavia), del professor Paolo Fattorini (medico legale - Università degli studi di Trieste), periti della Corte d'Assise d'Appello di Roma. Interventi del dott. Domenico Candida (odontoiatra clinico), del prof. Giovanni Arcudi (medico legale) e del maggiore dei Carabinieri Marco Pizzamiglio (RIS, Reparto investigazioni scientifiche - sezione di Biologia), consulenti del Pubblico ministero Alberto Cozzella. Intervento del generale dei Carabinieri Luciano Garofano, consulente biologo della parte civile dei Cesaroni (avvocati Massimo Lauro e Federica Mondani).
- 23 aprile 2012: discussioni finali del Pubblico ministero Alberto Cozzella [esposta la richiesta di condanna dell'imputato; esposta la richiesta della pena da applicare; chiesto, in subordine, un nuovo rinnovo del dibattimento con una nuova perizia per la Corte d'Appello], dell'avvocata Federica Mondani (legale di parte civile di Paola Cesaroni, la sorella di Simonetta Cesaroni), dell'avvocato Andrea Magnanelli (legale di parte civile del Comune di Roma).
- 26 aprile 2012: discussioni finali dell'avvocato Massimo Lauro (legale di parte civile di Anna Di Giambattista, la madre di Simonetta Cesaroni) e degli avvocati Franco Coppi e Paolo Lorìa (legali dell'imputato).
- 27 aprile 2012: controrepliche del Pubblico ministero Alberto Cozzella, dell'avvocato Massimo Lauro (legale di parte civile di Anna Di Giambattista, la madre di Simonetta Cesaroni), dell'avvocato Federica Mondani (legale di parte civile di Paola Cesaroni, la sorella di Simonetta Cesaroni), dell'avvocato Andrea Magnanelli (legale di parte civile del Comune di Roma), degli avvocati Franco Coppi e Paolo Lorìa (legali dell'imputato).

In particolare l'avv. Mondani, attraverso un video molto esplicativo, ripercorre i punti salienti della consulenza tecnica della dott.ssa Chantal Milani (odontologo forense) e dell'ing. Boscolo attraverso cui emergeva che la lesione sul seno della vittima era a tutti gli effetti un morso (quindi né un artefatto d'immagine, né un'unghiatura o altro) in quanto manifestava le tipiche caratteristiche di classe. Inoltre evidenzia la compatibilità attraverso la sovrapposizione fra i diversi punti della lesione e la forma dei denti dell'imputato, nonché la presenza del cosiddetto "opponente" ossia l'arcata antagonista che si chiude per mordere (elemento ritenuto assente dal perito). Ricorda come la dott.ssa Milani, nella sua relazione tecnica, abbia dimostrato che le arcate di Busco non sono cambiate in modo significativo nel tempo quindi, in corso di processo di appello, ancora analizzabili. Questo confronto fu fatto dalla consulente analizzando le fotografie dei denti frontali dell'imputato (acquisite nel 2008) con quelle dei fotogrammi di un'intervista dell'epoca dei fatti. In ultimo mostra una ricostruzione 3D (sempre realizzata dai consulenti ing. Fabio Boscolo e dall'odontologo forense, la dott.ssa Chantal Milani) di come la lesione si è impressa sulla cute della ragazza: la postura della testa e la posizione reciproca dei corpi. Ingresso della prima Corte d'Assise d'Appello di Roma in Camera di consiglio. Sentenza di secondo grado: Raniero Busco viene assolto con formula piena dall'accusa di aver ucciso Simonetta Cesaroni, per non aver commesso il fatto.

#### La Corte di Cassazione (2014)
Il 18 ottobre 2012 il sostituto Procuratore Generale della Repubblica di Roma Alberto Cozzella (Pubblico ministero del dibattimento di secondo grado) deposita il ricorso, presso la Corte di Cassazione, verso la sentenza d'appello del 27 aprile 2012 del processo Busco. La settimana successiva, ricorrono anche gli avvocati Massimo Lauro e Federica Mondani (legali di parte civile di Anna Di Giambattista e Paola Cesaroni. Rispettivamente la madre e la sorella di Simonetta Cesaroni).
Il 23 maggio 2013 viene fissata la data di udienza pubblica, in Corte di Cassazione, per l'esame tecnico del processo Busco e per l'esame dei ricorsi presentati dalla Procura Generale di Roma e dalla parte civile: 26 febbraio 2014.
Il 26 febbraio 2014 la Cassazione ha confermato l'assoluzione – che diventa definitiva – per Raniero Busco dall'accusa di aver ucciso Simonetta Cesaroni.

## La riapertura delle indagini (2022)
Il 20 marzo 2022 la procura di Roma ha riaperto le indagini.
Il 13 dicembre 2023 la procura di Roma chiede l'archiviazione della nuova inchiesta sul delitto.
Il 20 dicembre 2024 la Gip di Roma Giulia Arcieri respinge la richiesta di archiviazione disponendo nuovi accertamenti.

## Le controversie

### Le polemiche del 2007
Sul caso del delitto di via Poma sono nate alcune polemiche nel gennaio 2007, quando il giornalista Enrico Mentana, attraverso due puntate della trasmissione Matrix dedicate alla vicenda, rivelò in anticipo l'identità della persona (che poi si è scoperto essere Raniero Busco) cui appartenevano le tracce di DNA maschile isolate dagli indumenti di Simonetta Cesaroni. Il pm titolare della nuova inchiesta, Roberto Cavallone, ritenne grave la fuga di notizie, tale da aver compromesso l'indagine. Enrico Mentana, la giornalista Ilaria Cavo (che ha curato i reportage di Matrix sugli ultimi sviluppi dell'indagine) e un medico legale consulente per l'istruttoria, Roberto Testi, furono iscritti nel registro degli indagati per fuga di notizie. Mentana si difese in diretta TV, affermando e mostrando che in ordine temporale, prima della trasmissione del suo programma, già alcune agenzie d'informazione avevano iniziato a diffondere su Internet la notizia della nuova traccia di DNA isolata e l'identità di colui alla quale la stessa appartenesse.

### Il film TV sulla vicenda
In coincidenza del ventunesimo anniversario dell'omicidio, dal 7 agosto al 15 settembre 2011 si svolgono a Roma le riprese de Il delitto di via Poma, un film TVTV che ricostruisce il caso dal giorno del delitto di Simonetta Cesaroni all'apertura del processo Busco (citando il suicidio di Pietrino Vanacore). La fiction è prodotta dalla società Taodue del gruppo Mediaset ed è diretta dal regista Roberto Faenza, consulente criminologo è Carmelo Lavorino in qualità di esperto del caso. Nel cast, Silvio Orlando (è l'ispettore di polizia Niccolò Montella, unico personaggio di fantasia nella sceneggiatura), Giulia Bevilacqua (Paola Cesaroni), Astrid Meloni (Simonetta Cesaroni), Imma Piro (Anna Di Giambattista Cesaroni), Giorgio Colangeli (Pietrino Vanacore), Rosa Pianeta (Giuseppa De Luca), Fabrizio Traversa (Raniero Busco).
Il film TV è stato accompagnato da problemi tecnici e da polemiche: il condominio di via Poma 2 ha impedito le riprese all'interno del palazzo (su richiesta di un magistrato, padre di un ragazzo che nel 1990 fu coinvolto nelle indagini); l'avvocato Paolo Lorìa (uno dei legali di Raniero Busco) ha contestato il film TV manifestando l'intenzione di volerne bloccare la programmazione televisiva.
La trasmissione in onda viene inizialmente prevista tra dicembre 2011 e gennaio 2012 e poi per il 23 novembre 2011. Poi viene calendarizzata da Mediaset per il 30 novembre 2011, ma anche questa data viene ritirata dalla stessa azienda. La causa civile si chiude presso il Tribunale civile di Roma il 5 dicembre 2011. Il Tribunale civile è subentrato infatti per un esposto d'urgenza (ex articolo 700 del codice di procedura civile) depositato dall'avvocato Paolo Lorìa, legale di Raniero Busco, il 26 ottobre 2011 (esposto ritirato il 16 novembre a seguito di accordo tra la difesa di Busco e la società Taodue di Mediaset, che ha deciso di sospendere anche per il 30 novembre la trasmissione in onda della fiction). Mediaset opta come data definitiva il 6 dicembre (giorno in cui il film TV parte senza più problemi). Il 2 dicembre viene organizzata una conferenza stampa presso l'Università degli studi di Roma La Sapienza e il 5 dicembre presso l'Università degli studi di Milano.

### Errori e mancanze nelle indagini
Nell’ambito delle controversie emerse nel corso del caso, diversi aspetti hanno alimentato critiche e dubbi sull’operato investigativo.Tra i molti errori segnalati, vi furono la mancata acquisizione immediata dei tabulati telefonici delle linee fisse dell’ufficio di via Poma; lo spostamento durante il sopralluogo di alcuni oggetti, come la sedia accanto al corpo di Simonetta e il tagliacarte, a lungo considerato possibile arma del delitto; la scomparsa di una cartellina beige dalla scena del crimine. Inoltre, non venne repertato il sangue, visibile nelle fotografie, presente in piccoli segni circolari sul pavimento.

## Influenza culturale

### Televisione

#### Fiction
- Il delitto di via Poma (lungometraggio televisivo, regia di Roberto Faenza, 2011)[67]

#### Programmi
- Telefono giallo (4 dicembre 1990, Corrado Augias, Rai 3)
- Ombre sul giallo (Franca Leosini, 16 ottobre 2004, Rai 3)
- Giallo Uno (Irene Pivetti, gennaio 2005, Italia 1)
- Chi l'ha visto? (Federica Sciarelli. 2004, 2012, 2022, Rai 3)
- Matrix (Enrico Mentana, 10 e 12 gennaio 2007; 16 luglio 2008. Alessio Vinci: 21 aprile, 1º luglio e 10 novembre 2009; 9 marzo e 27 settembre 2010; 25 gennaio e 30 marzo 2011, Canale 5)
- Porta a Porta (Bruno Vespa. 21 aprile e 10 giugno 2009; 29 aprile 2010; 26 gennaio, 31 marzo, 26 aprile e 4 luglio 2011; 27 marzo, 2 aprile e 2 maggio 2012, Rai 1)
- Delitti, quarta stagione. 22 giugno 2009 (repliche tra il 23 ed il 30 giugno 2009, nell'agosto 2010, nel febbraio 2011 e il 22 ottobre 2014 sul canale Crime+investigation di Sky Italia), History Channel (Sky Italia).
- La scena del crimine (Roberta Bruzzone. 23 novembre 2009 - 9 febbraio, novembre 2011 - 30 maggio 2012, Teleroma 56)
- Quarto grado. (Salvo Sottile. 16 maggio e 19 settembre 2010; 2 dicembre 2011; 20, 27 aprile e 8 giugno 2012, Rete 4)
- Zone d'Ombra, 8 ottobre 2010, la parola ai consulenti della difesa, Giancarlo Umani Ronchi, Emilio Nuzzolese.
- Quarto Grado. (Gianluigi Nuzzi. 21, 28 febbraio 2014, Rete 4)
- Un giorno in pretura. (Roberta Petrelluzzi. 2, 9, 16 e 23 aprile 2011, Rai 3)
- L'altra metà del crimine. (Luciano Garofano. 10 novembre 2011, LA7d)
- Unomattina (rubrica Storie vere, Georgia Luzi - Savino Zaba. 31 maggio 2012, Rai 1)
- Un giorno in pretura. (Roberta Petrelluzzi. 15 e 22 settembre 2012, Rai 3)
- Via Poma - oltre la cassazione. (Paolo Cochi, 2017, ExtraTV)
- Via Poma, un caso irrisolto (8 novembre 2020, Discovery+ / Nove)
- Atlantide - Storie di uomini e di mondi, Emanuela, Mirella, Simonetta. L'ora della verità. (Andrea Purgatori. 19 aprile 2023, LA7)
- Via Poma, un mistero italiano - L'omicidio di Simonetta Cesaroni. (19 ottobre 2023, Rai 2)
- Linea di confine, Antonino Monteleone (26 febbraio 2025, RAI 2)

### Podcast
- Indagini - Il Post, Roma, 7 agosto 1990. (Stefano Nazzi. 1 giugno 2023)
- Le ombre di Via Poma - One podcast. (Giacomo Galanti. 18 ottobre 2023)
- Elisa True Crime - episodio numero 63 : "il delitto di Via Poma" - One Podcast. (Elisa De Marco. 26 giugno 2024)